# Zsujta megállóhely
Zsujta megállóhely egy Borsod-Abaúj-Zemplén vármegyei vasútállomás, Gönc településen, a MÁV üzemeltetésében. A kisváros központjától mintegy 5 kilométerre északra, a névadó község, Zsujta központjától mintegy 1,2-2 kilométerre délre, külterületek között helyezkedik el, közvetlenül a 3709-es út vasúti keresztezése mellett, annak délkeleti oldalán; közúti elérését az az út biztosítja.

## Vasútvonalak
A megállóhelyet az alábbi vasútvonalak érintik:
- Szerencs–Hidasnémeti-vasútvonal

## Kapcsolódó állomások
A megállóhelyhez az alábbi állomások vannak a legközelebb:
- Gönc megállóhely (Hidasnémeti vasútállomás, Szerencs–Hidasnémeti-vasútvonal)
- Hidasnémeti vasútállomás (Szerencs–Hidasnémeti-vasútvonal)

## Forgalom
| Járat        | Útvonal | Gyakoriság                    |
| ------------ | --- | ----------------------------- |
| személyvonat | Abaújszántó – Abaújkér – Boldogkőváralja – Korlát-Vizsoly – Fony – Hejce-Vilmány – Göncruszka – Gönc – Zsujta – Hidasnémeti | Napi 3 pár, nyáron napi 5 pár |